# سپو (بلورا)
سپو (به لاتین: Cepu) یک منطقهٔ مسکونی در اندونزی است که در Blora واقع شده‌است. سپو ۴۹۰ کیلومتر مربع مساحت و ۷۷٬۸۸۰ نفر جمعیت دارد.